# Батха (префектура)

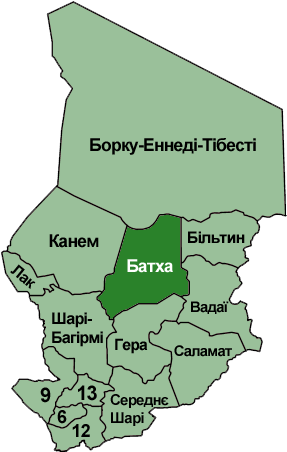
Батха серед префектур Чаду.

Середнє Шарі (фр. Moyen-Chari, араб. البطحة трансліт. Al-Baṭḥâ ) — одна з 14 префектур, на які розподілявся Чад в 1960–2000 роках. У 2002 році префектури були замінені на 18 регіонів, але новий регіон Батха був створений цілком в межах колишньої префектури.
Префектура Батха займала центральну частину країни; на півночі вона межувала з префектурою Борку-Еннеді-Тібесті, на заході — з префектурою Канем, на південному заході — с префектурою Шарі-Багірмі, на півдні — з префектурою Гера, на сході — з префектурами Більтин і Вадаї. Площа Батхі становила  88 800 км², населення станом на 1993 рік — 288 458 осіб. Столиця — місто Аті.